# Pólvores de la picor
Es coneix com a pólvores de la picor un grup de substàncies, en general pulverulentes, de pèls o fulles vegetals, que provoquen pruïja quan entren en contacte amb la pell humana. S'usen normalment com a article de broma, majoritàriament per part dels nens.
La causa de la irritació pot ser mecànica, tal com la causada per productes que contenen gavarró. En altres casos, l'agent irritant produeix dermatitis de contacte. Per exemple, un enzim proteolític de l'ocra pot causar irritació i lesions. Un altre ingredient comú és la mongeta de vellut.
Com a succedanis, també s'usen components com les serradures, la fibra de vidre i altres irritants mecànics. A les escoles és molt comú l'ús de les pólvores de la picor fetes amb el polsim de les maquinetes de fer punta (amb encenalls de fusta i restes de grafit), que un alumne aboca a l'espai entre el coll i la samarreta durant el pati o a qui s'asseu al pupitre del davant, durant la classe.
A Amèrica del Sud s'empra el bejuco, una planta reptant dels climes càlids de zones equatorials, que pot néixer als patis de les escoles de manera silvestre.
Se sol considerar que són unes «bones» pólvores de la picor les que, a part de causar picor, són difícils de llevar de la roba i dels cabells per més que hom s'espolsi.
L'ús de les pólvores de la picor pot considerar-se des d'un joc o entremaliadura fins a un comportament d'agressió (com a part d'un assetjament escolar, per exemple), depenent en gran manera de la intenció dels participants.